# 김영섭 (목회자)
김영섭(金永燮, 일본식 이름: 金光永燮 가네미쓰 나가미쓰, 1888년 ~ 1950년)은 일제강점기의 감리교 목사 출신이던 대한민국 외교관이다. 호(號)는 탁오실(濯悟室)이다.

## 생애
본관은 광산(光山)이며 경기도 강화 출생으로 본래 군인이 되고자 대한제국 육군무관학교에서 수학했다. 그러나 을사조약 체결 후 학교가 폐쇄되자 강화 보창학교 사범과를 졸업하고 황해도 연안군의 봉남학교 교사로 재직했다.
연안에서 개신교 신자가 된 후 목회에 뜻을 두고 일본에 유학했다. 와세다 대학 문과와 아오야마학원 신학부에서 수학한 후 미국에도 유학하여 신학을 공부했다. 1923년 미국 체재 중에 목사 안수를 받았다.
1927년 귀국한 뒤 서울 종로구 정동의 정동제일교회와 중앙감리교회 담임 목사로 근무했다. 정동교회에서는 귀국 직후부터 1934년까지 7년간 1차로 재직했고, 1938년부터 1943년까지 재차 담임을 맡았다. 목회자로 재임하면서 1930년대에 신흥우가 조직한 적극신앙단에 참여하는 등 활발한 외부 활동을 했으나, 흥업구락부 사건에 연루되어 체포되었다. 

### 친일 반민족행위로 변절함.
흥업구락부 사건 이후 개신교에서는 많은 친일반민족행위 변절자가 나오게 되는데, 김영섭도 여기에 포함되었다.
1938년, 민족대표 33인에서 친일반민족행위자로 변절하여 경성기독교연합회 부위원장이 된 자인 정춘수가 앞장서서 감리교 내선일체를 위해, 곧 일제가 내지(일본)과 선(조선)은 같다면서 민족정체성을 말살하려는 식민화 정책인 내선일체 정책을 위해 7인 특별위원회를 조직했을 때 참가했고, 1939년 도쿄에서 조선과 일본의 감리교단 통합을 논의하는 회의가 개최되었을 때는 정춘수, 신흥우, 양주삼, 유형기 등과 함께 전권위원으로 참석했다.
전시체제 아래서 일제는 종교단체법을 공포하여 종교에 대한 지배권을 강화하자, 통합 교단 혁신교단이 결성 시도된 일이 있었다. 본래 혁신교단의 주축은 감리교단이었으며 장로교와의 합동을 위해 장로교 측의 전필순이 초대 통리총장으로 추대되었다. 김영섭은 혁신교단에서 사무관장을 맡았다.

### 친일 미청산
광복 후 감리교단 내부에서 친일 청산을 둘러싸고 재건파와 부흥파로 분열이 일어났을 때, 인천광역시 중구 내동에 있는 감리교회인 내리교회 담임목사인 김영섭은 친일 행적이 뚜렷한 목회자 중 한 명으로 지목되었다. 그럼에도 친일청산이 이루어지지 않아, 김영섭은 잠시 하와이주 총영사를 지내다가 귀국하여 다시 중앙교회에서 시무하였다.

### 친일반민족행위 사실 인정
2008년 발표된 민족문제연구소의 친일인명사전 수록예정자 명단의 종교 부문에 선정되었다. 기독교대한감리회가 2005년 광복 50주년 기념으로 펴낸 자료집에서 과거사 청산을 위해 공개한 감리교 내 친일 부역자 12인 명단에도 들어 있다.

## 학력
- 대한제국 육군무관학교
- 경기도 강화 보창고등보통학교 사범과 졸업
- 일본 와세다 대학교 철학과 학사
- 일본 도쿄 아오야마 전문학원 신학과 전문학사
- 미국 하트퍼드 신학전문학교 전문학사

## 같이 보기
- 적극신앙단
- 흥업구락부
- 혁신교단
- 정동제일교회
- 중앙감리교회
- 내리교회

## 참고 자료
- “김영섭”. 코이딕. 2008년 2월 17일에 확인함.[깨진 링크(과거 내용 찾기)]
- “김영섭”. 두산 엔싸이버 백과사전. 2008년 2월 17일에 확인함.[깨진 링크(과거 내용 찾기)]
- 백기완, 송건호, 임헌영 (2004년 5월 20일). 《해방전후사의 인식 (1)》. 서울: 한길사. 294쪽쪽. ISBN 89-356-5542-2.
- “한국개신교회의 어머니교회”. 정동제일교회. 2008년 5월 21일에 원본 문서에서 보존된 문서. 2008년 2월 17일에 확인함.